# Neomegamphoidea
Neomegamphoidea (лат.) — надсемейство ракообразных из отряда бокоплавов. 

## Описание
Голова прямоугольная, передний дистальный край край углублен; латеральная цефалическая доля расширена, глаз, по крайней мере, частично заключен в расширенной доле, передний вентральный край умеренно углублен и умеренно выемчатый. Третий членик пальпы мандибулы субсимметричный, дистально уплощенный, с волосками в основном дистальные. Гнатопод 1 увеличен. Гнатопод 2 у самца увеличен или отсутствует. Карпус переопода 5 длинный, субпрямоугольный. Переоподы 5—7 не не субчешуйчатые, без дополнительных шипиков на переднем крае; переопод 7 длиннее переопода 6. Уросомиты не сросшиеся. Тельсон без крючков и зубцов.

## Классификация
Включает два семейства, 8 родов и около 20 видов.
- инфраотряд Corophiida
  - парвотряд Caprellidira Leach, 1814
    - надсемейство Neomegamphoidea Myers, 1981
      - семейство Neomegamphopidae  Myers, 1981 — 6 родов и около 20 видов
        - род Konatopus J.L. Barnard, 1970
        - род Maragopsis Myers, 1973
        - род Neomegamphopus  Shoemaker, 1942
        - род Pseudomegamphopus  Myers, 1968
        - род Riwomegamphopus  Myers, 1995
        - род Varohios  J.L. Barnard, 1979

      - семейство Priscomilitariidae MHirayama, 1988 — 2 рода и 2 вида
        - род Paraphotis Ren, 1997
          - Paraphotis sinensis Ren, 1997

        - род Priscomilitaris Hirayama, 1988
          - Priscomilitaris tenuis Hirayama, 1988